# Muntele Columbia
Muntele Columbia (Mount Columbia) este situat în masivul Rocky Mountain provincia Alberta, Canada. El are altitudinea de 3.747 m deasupra n.m. fiind după „Mount Logan” (5.959 m) al doilea munte ca înălțime din Canada și cel mai înalt munte din Alberta. Muntele este în Parcul Național Jasper, regiunea Columbia Icefield. Prima escaladare a muntelui a fost realizată în anul 1902 de către James Outram si Christian Kaufmann.
1. ↑  Canadian Rockies Databases, accesat în 17 martie 2025
2. ↑  Canadian Geographical Names Database, accesat în 17 martie 2025